# The Roots of Sepultura
The Roots of Sepultura è una raccolta dei Sepultura, composta da due dischi e pubblicata nel 1996 dalla Roadrunner Records. Il primo CD contiene  l'album Roots, mentre il secondo è una raccolta di cover, B-side e tracce registrate dal vivo. Le cover presenti sono dei Motörhead, Dead Kennedys, Os Mutantes e Ratos de Porão, gruppi che hanno influenzato molto lo stile musicale dei Sepultura.

## Tracce

### CD 1
1. Roots Bloody Roots – 3:32
2. Attitude – 4:15
3. Cut-Throat – 2:44
4. Ratamahatta – 4:30
5. Breed Apart – 4:01
6. Straighthate – 5:21
7. Spit – 2:45
8. Lookaway – 5:26
9. Dusted – 4:03
10. Born Stubborn – 4:07
11. Jasco – 1:57
12. Itsári – 4:48
13. Ambush – 4:39
14. Endangered Species – 5:19
15. Dictatorshit – 1:26
16. Canyon Jam – 13:16

### CD 2
1. Intro – 1:33
2. C.I.U. (Criminals in Uniform) – 4:17
3. Orgasmatron – 4:15 (Motörhead Cover)
4. Dead Embryonic Cells (Original Mix) – 4:31
5. Desperate Cry (Original Mix) – 6:42
6. Murder (Original Mix) – 3:25
7. Under Siege (Regnum Irae) (Original Mix) – 4:44
8. Necromancer (Demo Version) – 3:59
9. The Past Reborns the Storms (Demo Version) – 5:08
10. A Hora e a Vez Do Cabelo Nascer – 2:21 (Os Mutantes Cover)
11. Drug Me – 1:53 (Dead Kennedys Cover)
12. Crucificados Pelo Sistema – 1:03 (Ratos de Porão Cover)
13. Anticop (Live) – 3:02
14. Intro (Live) – 1:30
15. Arise (Live) – 2:51
16. Inner Self (Live) – 4:42
17. Mass Hypnosis (Live) – 4:25
18. Escape to the Void (Live) – 5:03
19. Troops of Doom (Live) – 2:53
20. Altered State (Live) – 5:20

## Formazione
- Max Cavalera - voce, chitarra
- Andreas Kisser - chitarra
- Paulo Jr. - basso
- Igor Cavalera - batteria